# جوهان فينيغاس
جوهان فينيغاس أو جوهان بينيغاس (بالإسبانية: Johan Alberto Venegas Ulloa)‏ (27 نوفمبر 1988 في كوستاريكا – )؛ هو لاعب كرة قدم كان يلعب كمهاجم. يلعب مع منتخب كوستاريكا لكرة القدم منذ عام 2014.

## وصلات خارجية
جوهان فينيغاس على موقع الدوري الأمريكي (الإنجليزية)
- جوهان فينيغاس على موقع قاعدة بيانات كرة القدم.إي يو (الإنجليزية)
- جوهان فينيغاس على موقع ناشيونال فوتبول تيمز (الإنجليزية)
- جوهان فينيغاس على موقع Soccerway.com (الإنجليزية)
- جوهان فينيغاس على موقع عالم كرة القدم.نت (الإنجليزية)
- جوهان فينيغاس على موقع AS.com (الإسبانية)